# Cshuszok
A cshuszok (hangul: 추석) vagy más néven hangaü (한가위) a három nagy koreai ünnep egyike (a másik kettő a koreai újév és a tano). Aratóünnep, melynek keretében hálát adnak az az évi termésért és köszönetet mondanak az ősöknek (csesza). A cshuszok családi ünnep, ilyenkor a legmesszebb lakó családtagok is hazalátogatnak. Az ünnep jellegzetes étele a ragacsos rizsből készült szongphjon.

## Jellegzetességei
Az ünnep a nyolcadik holdhónap 15. napjára esik, Dél-Koreában államilag az előtte és az utána következő nappal együtt munkaszüneti nap.
A cshuszok eredetileg aratóünnep volt, amikor is a földművesek hálát adtak az az évi termésért. Koreai neve hangaü (한가위), ahol a han jelentése „nagy”, a gaü jelentése pedig „a nyolcadik holdhónap idusa”.
Cshuszok alkalmával átlagosan a dél-koreai lakosság 75%-a kel útra, hogy meglátogassa a családját, 2013-ban a becslések szerint mintegy 35 millióan utaztak. Ilyenkor a kormány több járatot biztosít a tömegközlekedési útvonalakon, az autópályákon pedig jelentősen megnő a forgalom.
A cshuszokra való felkészülés olyannyira megterhelő a család nőtagjainak, hogy Dél-Koreában „cshuszok-szindrómának” nevezik az ünnep után a nőkre rátörő kimerültséget. Emiatt gyakran a férfiak is besegítenek az előkészületekben, illetve az ünnepek után a nők elmennek pihenni, például a népszerű közfürdőkbe, a ccsimdzsilbangokba (찜질방) szaunázni.

### Szokások

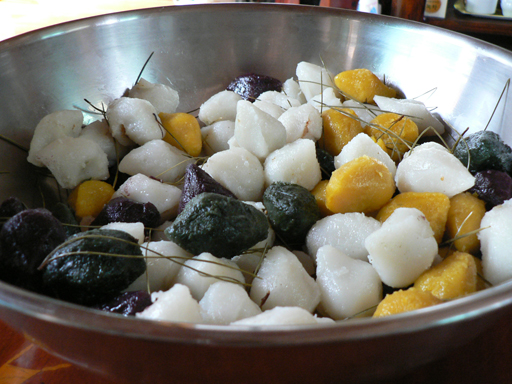
Szongphjon

A cshuszokra készülve a nők már egy nappal korábban elkezdik elkészíteni az ünnepi és áldozati ételeket, lehetőleg az az évi friss termésből. Az ünnep fontos rész az ősök előtti tisztelgés, a csesza, ennek cshuszokkor végzett elnevezése csharje (차례), amit reggel tartanak családi körben. Az áldozati asztalra szongphjon és különféle alkoholos italok kerülnek. Az asztal megterítésének külön rítusa van.
Ezt követően a család együtt reggelizik, majd meglátogatják az elhunyt családtagok sírját és egyszerű szertartást végeznek az elhunytak emlékére. Ezt a gesztust nevezik szongmjónak (성묘). Néhány héttel cshuszok előtt a családtagok kimennek a sírokhoz rendet tenni, levágni a füvet, kigyomlálni a gyomnövényeket, ennek a gyakorlatnak az elnevezése polcsho (벌초). A modern Dél-Koreában több család már nem maga végzi ezt a művelet, hanem kertészeti cégekre bízzák a sírok rendbe tételét. Ugyancsak a modern életmódnak köszönhető, hogy ma már egyes családoknál nem főznek cshuszok idején, hanem előre megrendelik az ételeket szolgáltató cégektől. Ugyancsak szokásos cshuszok előtt a rokonok számára különféle ajándékkosarakat, illetve ajándékutalványokat venni, vagy egyszerűen pénzt adni. Az is előfordul, hogy a hagyományokkal ellentétben nem a gyerekek mennek haza az ünnepekre, hanem a szülők utaznak fel a városba. Sokan kihasználják az alkalmat arra, hogy elutazzanak pihenni.

#### Ételek

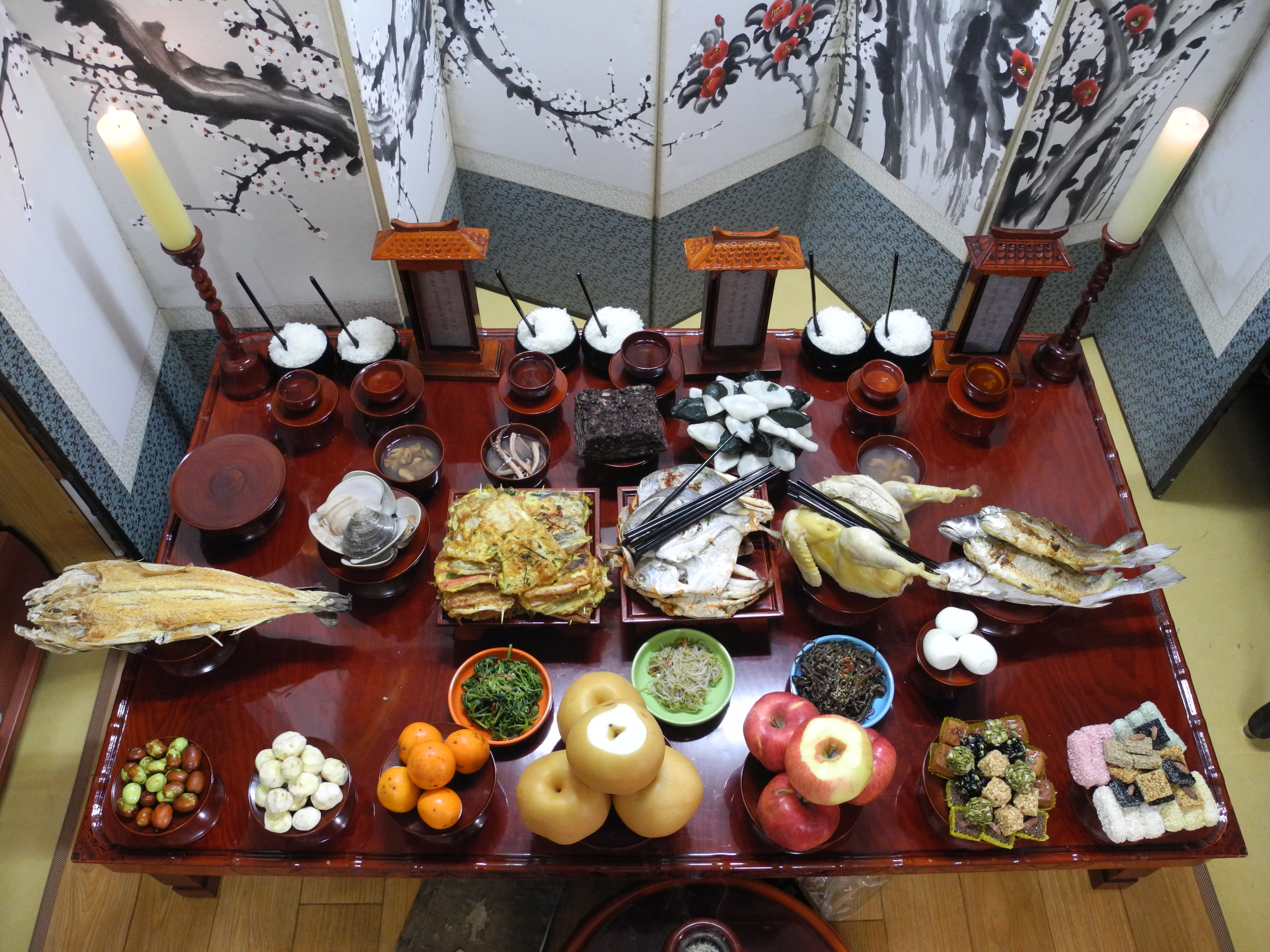
hagyományosan terített asztal cshuszokkor

A cshuszok jellegzetes étele a szongphjon (송편), ami ragacsos rizslisztből készül, gombóc formájú és különféle töltelékkel (mogyoró, gesztenye, azuki bab, szezámmag) van megtöltve. Gőzöléskor az egymásra rétegezett gombócok közé tűleveleket tesznek, így a szongphjon fenyőillatú lesz. A hagyomány szerint ezt az étket a család közösen készíti, és különösen kedvelt szokás ez az egyedülálló családtagok körében, a hiedelem szerint ugyanis aki szép formájú gombócokat készít, az jó férjet/feleséget fog találni, illetve szép gyermekei fognak születni.
A cshuszok idején az az évi rizstermésből készült alkoholos italokat fogyasztanak az asztalnál, illetve ajánlanak fel a csesza során.

#### Játékok
Az ünnep részeként régen hagyományos játékokkal szórakoztak a koreaiak, a lányok nolttügit játszottak, ami a libikókához hasonló, csak állva ugrálnak rajta. A Csoszon-korban a nők meglehetősen elzártan éltek, különösen a hajadon lányok, a nolttügi során a magasba emelkedve volt csak alkalmuk a magas falakon kívüli világot megpillantani, illetve ilyen alkalmakkor láthatták a fiúk a falakon túlról a leányok arcát. A férfiak kedvelt szórakozása a ssirum (씨름), azaz a koreai birkózás volt, illetve az íjászat. ezeken a versenyeken a férfiak nem csak az ügyességükről tettek tanúbizonyságot, de értékes nyereményeket is nyerhettek (rizst, ruhaneműt vagy tehenet). A nők ilyenkor jellemzően eljárták a kanggang szulle nevű körtáncot.

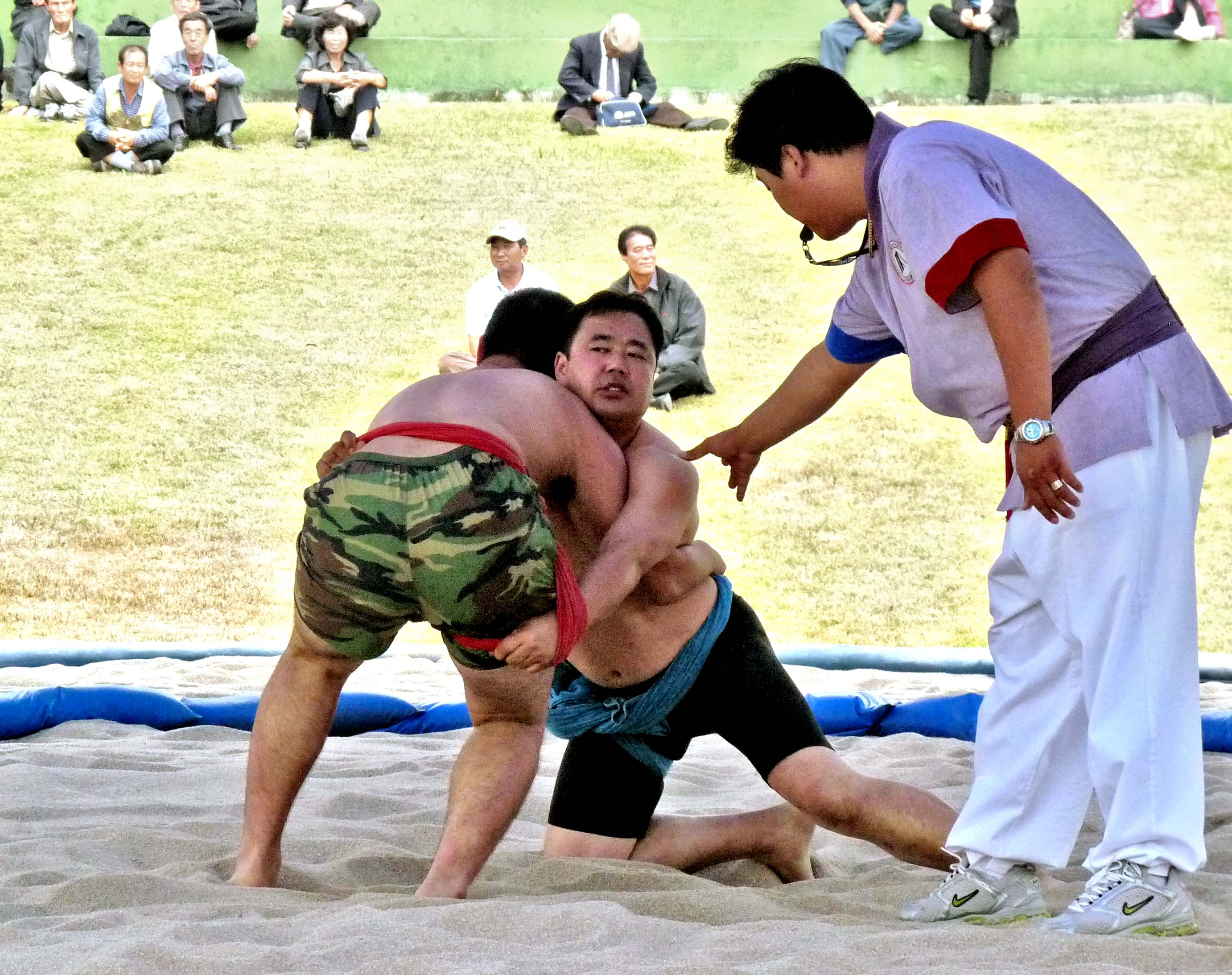
Ssirum
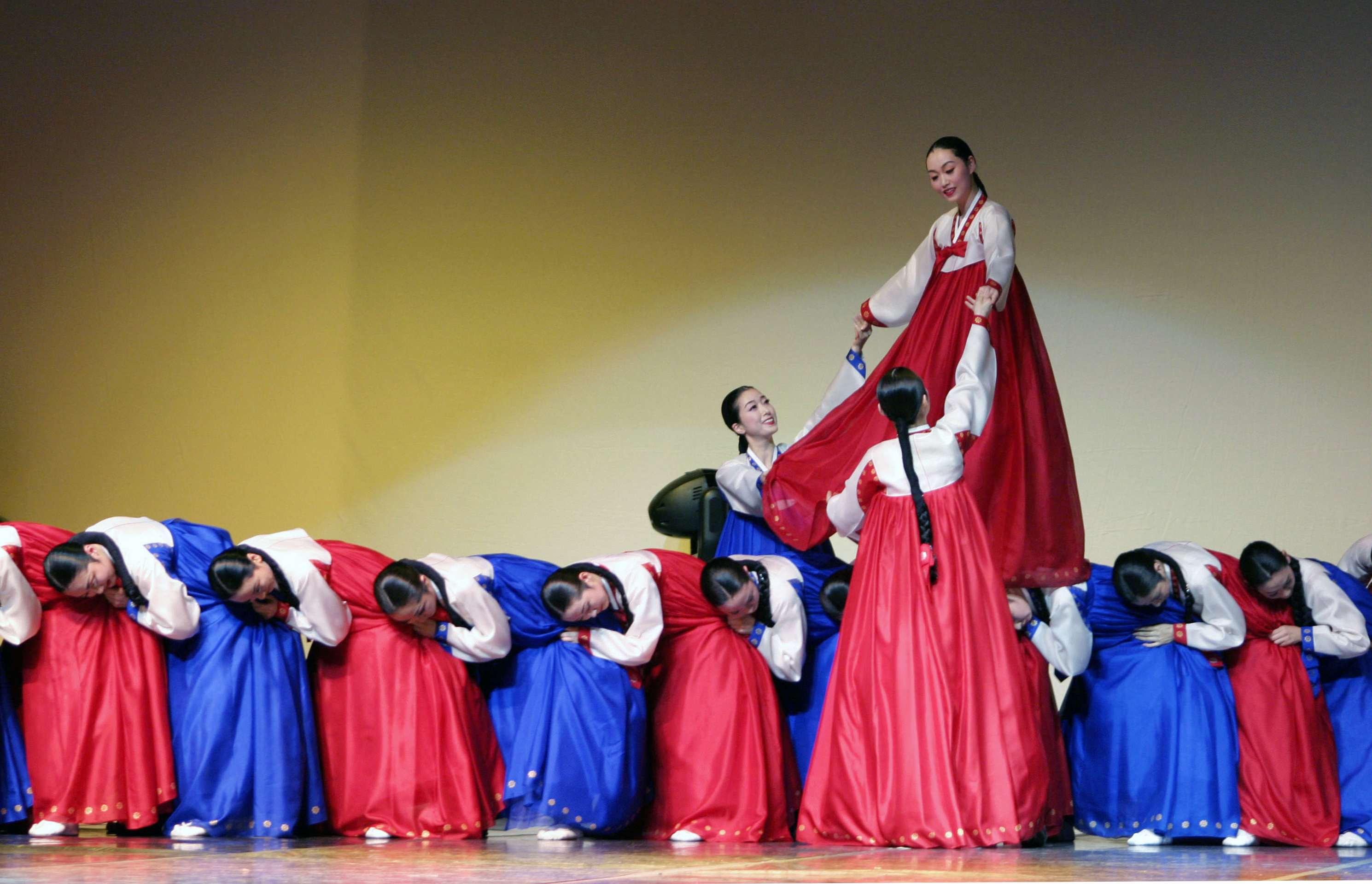
Kanggang szulle
- Nolttügi (videó)

### Ünneplése Észak-Koreában
Észak-Koreában is ünneplik a cshuszokot, hivatalosan azonban csak 1988-tól engedélyezett. Előtte a rezsim úgy gondolta, hogy a családi jellegű ünnepek tartása az egyenlőség elvébe ütközik, később azonban a külföldiek miatt gondolták meg magukat, nagyobb hangsúlyt helyezve a „koreai” hagyományokra. Mivel azonban a lakosság nagy része nem engedhet meg magának igazi ünneplést, a legtöbbeknek ez csak a sírhelyekre való látogatást jelenti, illetve a rezsimvezető Kim család elhunyt tagjai előtti tisztelgésre szolgál. Az országban a közlekedés nem megfelelő állapotú, illetve másik városba, megyébe történő utazáshoz előzetes engedélyt kell kérni, így csak kevesen tudnak elutazni a távolabb fekvő sírokhoz. A gazdagabbak már megengedhetik maguknak a dél-koreaihoz hasonló ünnepséget.

## Története
A cshuszokot valószínűleg már több mint 2000 évvel ezelőtt is ünnepelték Korea területén. Egy legenda szerint Juri sillai király amolyan versenyként hozta létre, amikor is egy hónapig az ország csoportokra osztott asszonyai ruhákat szőttek. A győztes csoportot, akik a legtöbbet szőtték, a nyolcadik holdhónap 15. napján bőségesen megvendégelték.
Sokkal valószínűbb, hogy az ünnep eredete ősi vallási jellegű és a Hold imádatához köthető. A Nap minden nap látható ugyanis, a telihold azonban ritka jelenség, emiatt nagy jelentőséget tulajdonítottak neki.

## Gergely-naptár szerinti dátumai

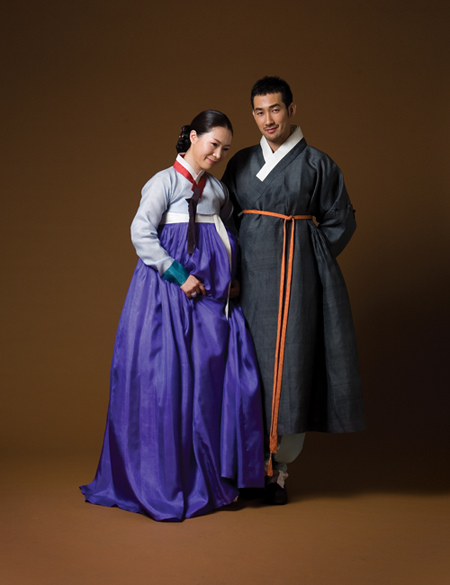
Hanbok, a cshuszok és egyéb ünnepek alkalmával viselt hagyományos öltözék.

- 2000. szeptember 12.
- 2001. október 1.
- 2002. szeptember 21.
- 2003. szeptember 11.
- 2004. szeptember 28.
- 2005. szeptember 18.
- 2006. október 6.
- 2007. szeptember 25.
- 2008. szeptember 14.
- 2009. október 3.
- 2010. szeptember 22.
- 2011. szeptember 12.
- 2012. szeptember 30.
- 2013. szeptember 19.
- 2014. szeptember 8.
- 2015. szeptember 27.
- 2016. szeptember 15.
- 2017. október 4.
- 2018. szeptember 24.
- 2019. szeptember 13.
- 2020. október 1.
- 2021. szeptember 21.
- 2022. szeptember 10.